# Tadashi Kojima
Tadashi Kojima (...) è un astronomo amatoriale giapponese.
Tadashi Kojima è un astrofilo giapponese residente nel villaggio di Tsumagoi, situato nel Distretto di Agatsuma, nella Prefettura di Gunma (Giappone). Tadashi Kojima si occupa in particolare di stelle variabili e di nove.
Fa parte della Variable Star Observers League in Japan, le sue osservazioni sono contrassegnate col codice Kjt.